# Diplacodes haematodes
Diplacodes haematodes is een libellensoort uit de familie van de korenbouten (Libellulidae), onderorde echte libellen (Anisoptera).
De wetenschappelijke naam Diplacodes haematodes is voor het eerst geldig gepubliceerd in 1839 door Burmeister.